# Linfonodi ascellari
I linfonodi ascellari sono situati nella cavità ascellare. In numero variabile da 15 a 35, sono tutti immersi in uno spazio connettivale lasso, al di sotto della fascia ascellare, nella cavità ascellare.
Tale cavità è limitata anteriormente dai muscoli piccolo e grande pettorale, posteriormente dal grande rotondo, dal sottoscapolare e dal grande dorsale, medialmente dal dentato anteriore e lateralmente dal solco bicipitale dell'omero.
I linfonodi sono satelliti dei vasi tipici di questa zona.
Questo centro linfatico riceve i collettori linfatici dell'arto superiore, di una parte del torace, della parte alta dell'addome (costale).

## Gruppi linfonodali dell'ascella
La suddivisione operativa dei linfonodi ascellari venne descritta accuratamente agli inizi del 1900. Una suddivisione è stata proposta da Oelsner, confermando l'ipotesi di un collegamento dei linfonodi ascellari con quelli parasternali. Si possono individuare 5 gruppi di linfonodi, localizzati negli spigoli di una piramide a base quadrangolare inferiore.
In altre parole, si hanno i seguenti gruppi:

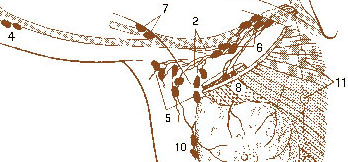
Linfocentro ascellare.

- laterale;
- anteriore;
- posteriore;
- centrale;
- apicale.

### Gruppo laterale (brachiale o della vena ascellare)
Sono definiti linfonodi brachiali, generalmente presenti in numero di 4-7 e sono in rapporto con la parte posteromediale della fascia vena ascellare e drenano la quasi totalità della linfa dell'arto superiore.
I loro collettori efferenti si portano verso i gruppi centrali e apicali.

### Gruppo anteriore (o toracico o pettorale)
Comprende i linfonodi pettorali, presenti in numero di 3-6 e addossati al muscolo dentato anteriore lungo il decorso dell'arteria toracica laterale. Possono essere individuati due raggruppamenti:
- superiore, lungo il margine inferiore del muscolo grande pettorale (2-3 spazio intercostale), anteriormente all'arteria toracica laterale;
- inferiore, all'altezza del quinto spazio intercostale e sempre anteriormente all'arteria toracica laterale. Trovasi in questa zona il linfonodo superficiale mammario esterno.

Sempre in relazione al muscolo grande pettorale, a livello del suo margine laterale, è possibile riscontrare in sede superficiale uno o due linfonodi che costituiscono il gruppo linfonodale di Sorgius.
Il gruppo anteriore riceve la linfa che proviene dai muscoli della parete anterosuperiore del torace, dai tegumenti, dalla cute, dalla regione sopraombelicale della parete addominale. 
Dato che questi linfonodi drenano oltre il 75% della linfa che si forma nella mammella sono di particolare importanza clinica.
I loro collettori efferenti portano la linfa ai gruppi centrali e apicali.

### Gruppo posteriore (o sottoscapolare)
Sono i linfonodi sottoscapolari, generalmente da 2 a 6, e si trovano nella parte posteriore dell'ascella addossati all'arteria sottoscapolare di cui seguono il decorso.
Sono incrociati:
- posteriormente, dal nervo per il muscolo grande rotondo;
- anteriormente, dal nervo per il muscolo grande dorsale.

Oelsner include in questo gruppo anche i linfonodi collocati in vicinanza dell'angolo inferiore della scapola, tra lo spazio connettivale che separa il piccolo rotondo dal grande rotondo.
I loro dotti efferenti portano la linfa verso i gruppi centrali e apicali.

### Gruppo Centrale
Sono in numero di 3-5 e sono dispersi nel tessuto adiposo della base dell'ascella; ricevono la linfa che proviene dai linfonodi degli altri gruppi ascellari.
I loro dotti efferenti sono diretti ai linfonodi del gruppo apicale.

### Gruppo Apicale
Sono definiti linfonodi sottoclaveari, presenti in un numero variabile tra 6 e 12, e sono posti nella porzione superiore dell'ascella, dietro al muscolo piccolo pettorale e medialmente alla vena ascellare, nel punto in cui la vena cefalica si inserisce perforando la fascia clavicoracopettorale. Ricevono la linfa raccolta dagli altri linfonodi ascellari.
I dotti efferenti di questo centro si uniscono a formare il tronco linfatico succlavio che, a destra, assieme ai tronchi giugulare e mediastinico, va a formare il tronco linfatico destro, a sinistra termina solitamente nel dotto toracico.